# Micrurus pacaraimae
Micrurus pacaraimae är en ormart som beskrevs av Morato de Carvalho 2002. Micrurus pacaraimae ingår i släktet korallormar, och familjen giftsnokar. Inga underarter finns listade i Catalogue of Life.
Arten är endast känd från några exemplar som hittades i norra Brasilien i delstaten Roraima nära gränsen till Venezuela. Troligtvis har Micrurus pacaraimae en större utbredning. Individer hittades vid 920 meter över havet. De upptäcktes intill ett vattendrag. I närheten fanns skogar och klippig mark. Micrurus pacaraimae har ett giftigt bett som andra korallormar. Antagligen lägger honor ägg.
I landskapet där arten lever förekommer inga större förändringar. IUCN listar arten som livskraftig (LC).